# 春口宏彰
春口 宏彰（はるぐち ひろあき、1980年7月31日 - ）は、日本の俳優。兵庫県赤穂市出身。血液型はO型。エイベックス・エンタテインメント所属。

## 主な出演作品
- 「パッチギ!」　（2005年）